# Lejność
Lejność - cecha metali i stopów używanych w odlewnictwie. Określa zdolność płynnego metalu/stopu do wpływania do formy odlewniczej przez kanał wlewowy. Lejność jest zależna zarówno od materiału, jak i warunków początkowych i granicznych. Warunkami tymi są m.in.: temperatura płynnego metalu, wielkość i przekrój wlewu, własności masy formierskiej, dynamika zalewania formy itp. Ograniczoną lejnością charakteryzują się głównie staliwa i stopy aluminium.